# Lee Sun-ok
Lee Sun-ok (kor. 이 순옥, ur. 28 września 1955) – południowokoreańska siatkarka, medalistka igrzysk olimpijskich.

## Życiorys
Lee wystąpiła na igrzyskach olimpijskich 1976 w Montrealu. Zagrała we wszystkich trzech meczach fazy grupowej, meczu półfinałowym oraz w wygranym pojedynku o trzecie miejsce z Węgierkami.